# 皮下注射モデル
皮下注射モデル（ひかちゅうしゃモデル、英語: hypodermic needle model, hypodermic-syringe model）は、コミュニケーションのモデルのひとつで、「魔法の弾丸/特効薬（英語: magic bullet）」理論（単に「弾丸理論」とも）、transmission-belt model（「伝導ベルト・モデル」の意）とも呼ばれる。基本的にこのモデルは、意図されたメッセージが、情報の受け手によって直接受け取られ、全面的に受け入れられることを前提としている。
このモデルの起源は、1930年代の行動主義心理学に根ざすものであったが、概ね2001年では時代遅れのものと見なされている。また、そもそもこのような理論を積極的に主張する議論が存在した訳ではなく、メディアの強力な効果を疑問視する、いわゆる「限定効果論」の立場の論者（後述のラザースフェルドなど）が、仮想的な論難の対象として後からその存在を構成したとする見方もある。

## 概念
直接的な影響の効果（直接効果）を論じた「魔法の弾丸/特効薬」ないし「皮下注射理論」は、マス・コミュニケーションについて論じている数多くの書籍で言及されているが、それほど多くの研究者がこれを広く受け入れている訳ではない。
「魔法の弾丸/特効薬」理論は、実証的研究による知見に基づくものではなく、人間の本性について当時なされていた想定に依拠したものである。人間は、「生物学的基礎となっている『本能』によって統一的に制御される存在であり、何らかの『刺激』に出会うと、誰もが多少なりとも統一的な反応を見せる」と想定されていた。
「魔法の弾丸/特効薬」理論は、メディアのメッセージが、「魔法の銃」から発射された弾丸のように、視聴者/受け手の「頭」の中に撃ち込まれる、と図式的に想定している。同様に、「皮下注射理論」も、「射撃」のパラダイムと同じアイデアを用いている。
この理論は、メディアは受動的聴衆/受け手に対して、メッセージを直接的に注射するのだと示唆している。受動的聴衆/受け手は、即座に、このメッセージに影響されることになる。一般の人々 (the public) は本質的にメディアの影響から逃れることができない存在であり、「いいカモ (sitting duck)」であると考えられる。
どちらのモデルも、一般の人々に向けて発射されたメッセージに対して、人々は影響を受けやすい存在であると見なしているが、それは、当時の人々が限られたコミュニケーション手段しか使用することができず、不特定多数の人々にメディアが及ぼす影響についての研究も限られていたからであった。

## その後の展開
「皮下注射」という表現は、直接的、戦略的、計画的に、個人の中へとメッセージが注入される、というイメージを、印象として与えようとするものである。しかし、研究手法が高度に発達していくにつれ、メディアが人々に与える影響は選択的なものであることが明らかになっていった。
皮下注射モデルがよく当てはまる事例として、しばしば引用される最も有名な事件は、1938年のアメリカ合衆国におけるラジオドラマ『宇宙戦争』の放送と、それによってラジオ聴取者たちの間に広まったパニックである。しかし、この事件に触発されて行なわれた、ポール・ラザースフェルド (Paul Lazarsfeld) とハータ・ヘルツォーク (Herta Herzog) が主導した研究は、「魔法の弾丸/特効薬」ないし「皮下注射理論」を否定するものとなった。ハドレー・キャントリルは、実際の放送への反応が多様なものであったこと、どのような反応になるかは、個々の聴取者がおかれていた状況や態度などの属性によって概ね決まったことを明らかにした。
ラザースフェルドは、選挙研究 “The People's Choice” においても、「魔法の弾丸/特効薬」や「皮下注射理論」を否定した。ラザースフェルドとその同僚たちは、フランクリン・D・ルーズベルトが選ばれた1940年の大統領選挙戦の間、調査を重ねて研究を展開した。この研究は、人々の投票行動パターンや、メディアと政治権力の関係を見極めようとしたものであった。ラザースフェルドは、一般の人々の大部分は、ルーズベルトの選挙運動の周囲で展開された宣伝によって動じることはなく、むしろ個人間の接触の方が、メディアよりも影響力が大きかったことを発見した。これを踏まえてラザースフェルドは、それまで「魔法の弾丸/特効薬」や「皮下注射理論」、そしてハロルド・ラスウェルが断言していた、選挙運動の宣伝効果は「あわれな聴衆」である有権者たちを完全に説得できる、という主張に対して、実際の効果はさほど強力ではないのだとする結論を出した。この新たな知見は、一般の人々が、自分たちに影響を与えるメッセージを取捨選択できることを示唆するものであった。
ラザースフェルドによる、この種のコミュニケーション・モデルの虚偽性の暴露は、メディアが一般の人々に与える効果に関する新たな様々なアイデアに途を開いた。ラザースフェルドは、コミュニケーションの2段階の流れモデル（Two-step flow model、「2段階フロー・モデル」などとも）を1944年に導入した。エリフ・カッツ (Elihu Katz) は、1955年に、研究と出版を通してこのモデルに貢献した。2段階の流れモデルでは、アイデアは、まずマス・メディアからオピニオンリーダーたちに流れ、次いで、より多くの一般の人々へと流れるのだと想定した。メディアの発するメッセージが、マスとしての不特定多数の人々へ伝達されるためには、オピニオンリーダーの役割が介在する必要があると考えられたのである。オピニオンリーダーとは、メディアの伝える内容（コンテンツ）を最も良く理解し、最も頻繁にメディアに接触しているような人物のことである。彼らは、基本的にメディアの情報を受け取り、メディアのメッセージを他の人々に説明しながら広めていくのである。
このように、2段階の流れモデルや、その他のコミュニケーション理論は、メディアが視聴者に直接的影響を与えるようなことはもうない、と示唆している。それに代わって、現代における一般の人々に影響を与えるという意味では、個人の間のつながりや、選択的接触などが、より大きな役割を担うようになっている。